# Vazeilles-Limandre
Vazeilles-Limandre é uma comuna francesa na região administrativa de Auvérnia-Ródano-Alpes, no departamento de Alto Loire. Estende-se por uma área de 11,88 km². Em 2010 a comuna tinha 262 habitantes (densidade: 22,1 hab./km²).